# Leptotarsus fergusoni
Leptotarsus fergusoni är en tvåvingeart som först beskrevs av Alexander 1924.  Leptotarsus fergusoni ingår i släktet Leptotarsus och familjen storharkrankar. Inga underarter finns listade i Catalogue of Life.